# Cuphea origanifolia
Cuphea origanifolia är en fackelblomsväxtart som beskrevs av August Heinrich Rudolf Grisebach. Cuphea origanifolia ingår i släktet blossblommor, och familjen fackelblomsväxter. Inga underarter finns listade i Catalogue of Life.